# Pau Durà
Pau Durà (Alcoy, Alicante; 1972) es un actor y director español de cine, teatro y televisión, conocido por participar en series como Merlí (2015), El Príncipe (2014), Crematorio (2011), Plats bruts (1999) o 7 vidas (2000-2001).

## Biografía y carrera
Diplomado en interpretación por la Escuela Superior de Arte Dramático del Instituto del Teatro de Barcelona (1990-1993). 

Se une al reparto de la serie 7 vidas (Telecinco) en su tercera temporada (septiembre de 2000), dando vida a Álex, un medio hermano de Paco (Javier Cámara).
En 2011 aparece en la serie de Canal+ Crematorio, dando vida a Zarrategui, el abogado de la familia Bertomeu. Según el actor, «Zarrategui es un abogado eficaz y congruente con sus objetivos, pulcro, parco y un poco misterioso. Yo hago mi trabajo, lo amo e intento hacerlo lo mejor posible como abogado, sin entrar en disquisiciones morales».
En 2014 se incorpora a la serie de Telecinco El Príncipe, donde interpreta a Serra, el jefe del CNI. A la hora de construir el personaje se tuvo como referencia al de Russell Crowe en la cinta Red de mentiras.
En 2014 dirige Un aire de familia, de Agnès Jaoui y Jean-Pierre Bacri, en el Teatro Romea de Barcelona (candidato a 5 premios Max de Teatro 2014, entre ellos el de Mejor Director y Mejor Espectáculo Teatral; nominado a 7 premios Butaca de Barcelona, entre ellos Mejor Director y Mejor Espectáculo). Es la versión catalana de Como en las mejores familias que interpretó en 2004 junto a Javier Cámara, Blanca Portillo, Julieta Serrano, Nathalie Poza y Gonzalo de Castro.
Ese mismo año codirige Ulisses in Berlin, de Francesc Sanguino, en el Teatro Rialto de Valencia.

## Filmografía

### Películas
- Pájaros (2024)
- Toscana (2022)
- Un mundo normal (2020)
- Formentera Lady (2018)
- Reset (2014)
- Todos queremos lo mejor para ella (2013)
- Salvador (Puig Antich) (2006)
- Todo está en el aire (2006)
- A ras de suelo (2005)
- Cosas que hacen que la vida valga la pena (2004)
- Krámpack (2000)
- Un banco en el parque (1999)

### Televisión
- La ley del mar (La 1, À Punt) (2024)
- Heridas (Antena 3/Atresplayer) (2022)
- Besos al aire (Telecinco) (2021)
- Mentiras (Antena 3/Atresplayer) (2020)
- Hache (Netflix) (2019)
- Com si fos ahir (2018)
- La zona (2017)
- Traición (2017)
- Merlí (2015-2016)
- El Príncipe (Telecinco) (2014-2016)
- Kubala, Moreno i Manchón (2013)
- Mentiders (TV Movie) (2012)
- Tocant el mar (TV Movie) (2012)
- Los misterios de Laura (TVE 1) (2011)
- Crematorio (2011)
- Ermessenda (2011)
- Infidels (2010)
- El secreto de Puente Viejo (Antena 3) (2011)
- Asunto Reiner (TV Movie) (2009)
- LEX (2008)
- Singles (2008)
- Fuera de lugar (2008)
- Cuenta atrás (2007-2008), como Gironella
- Positius (TV Movie) (2007)
- Hermanos y detectives (2007)
- El comisario (Telecinco) (2007)
- Hay que vivir (2007)
- Presumptes implicats (TV Movie) (2007)
- El monstruo del pozo (TV Movie) (2007)
- El cas de la núvia dividida (TV Movie) (2007)
- Con dos tacones (2006)
- Ventdelplà (2005)
- El precio de una miss (TV Movie) (2005)
- Maigret: L'ombra cinese (TV Movie) (2004)
- Majoria absoluta (2004)
- La dona de gel (TV Movie) (2003)
- Periodistas (Telecinco) (2002)
- 7 vidas  (Telecinco) (2000-2004).(25 episodios).
- La caverna (TV Movie) (2000)
- Plats bruts (1999)
- Això s'acaba (TV Movie) (1999)
- Estació d'enllaç (1996)
- El joc de viure (1997)
- L'hostalera (1996)
- Rosa, punt i a part (1996)
- ¿De parte de quién? (1994)

### Cortos
- El audífono (como director) (2011)
- Praeludium (como director) (2010)
- Espléndido (2008)
- Tiffany's (2007)
- Aliento (2001)
- WC 's (2001)

## Teatro
- La respiración (2016)
- La punta del iceberg (2014)
- Un aire de familia (como director) (2014)
- Como en las mejores familias (2003-2004)
- Començaments sense fi (2003)
- El paradís oblidant (2002)
- Muelle Oeste (2002)
- Que no..? (2001)
- Madre (el drama padre) (2001)
- Hamlet de William Shakespeare (2000)
- Fragments d’una carta de comiat llegits per geòlegs (2000)
- Rumors (1999)
- Els gegants de la muntanya (1999)
- Morir (1998)
- Lorca-New York (1998)
- Terentius (1997)
- La nit just abans dels boscos (1997)
- Salomé (1996).
- Pervertimento (1995)
- L’Hostalera (1995)
- Dom Joan de Moliére (1994).
- Tom Sawyer de Mark Twain (1994)
- El cercle de guix (1993)
- Ha vingut un inspector (1993)
- Les falses confidències de Marivaux (1993)